# Carate Brianza
Carate Brianza é uma comuna italiana da região da Lombardia, província de Monza e Brianza, com cerca de 16.041 habitantes. Estende-se por uma área de 9 km², tendo uma densidade populacional de 1782 hab/km². Faz fronteira com Briosco, Besana in Brianza, Giussano, Verano Brianza, Triuggio, Seregno, Albiate.

## Demografia
| Variação demográfica do município entre 1861 e 2011                               |
|                                                                                   |
| Fonte: Istituto Nazionale di Statistica (ISTAT) - Elaboração gráfica da Wikipedia |